# Петшиковский, Тадеуш
Таде́уш Петшико́вский (пол. Tadeusz Pietrzykowski — [ta'dɛuʂ pjɛtʂɨ'kɔfskʲi]; 8 апреля 1917, Варшава, Королевство Польское — 17 апреля 1991, Бельско-Бяла, Польша) — польский боксёр; один из первых узников концентрационного лагеря Аушвиц (лагерный номер 77). Вошёл в историю как боксёр в концлагерях Аушвиц-Биркенау и Нойенгамме. Чемпион Варшавы по боксу в легчайшем весе (1937). Первый чемпион Аушвица по боксу в открытой весовой категории.
После войны выступал свидетелем в суде над Рудольфом Хёссом.
История жизни Петшиковского стала предметом нескольких книг и фильмов.

## Ранние годы
Родился 8 апреля 1917 года в Варшаве. Старший сын в семье польских интеллигентов: отец (Тадеуш Петшиковский-старший) был железнодорожным инженером, мать (Сильвина Беньковская) — учительницей начальной школы. Брат Юлиуш был младше него на пять лет.
Начал учиться с шести лет, сначала в гимназии Э. А. Ронталера, затем в гимназии Яна Замойского, а после смерти отца в 1927 году продолжил образование в Государственной гимназии Станислава Сташица. Хорошо рисовал, интересовался футболом и боксом. В начале 1930-х записался в секцию бокса варшавского клуба «Легия», где тренировался под руководством Феликса Штамма.
Начало его боксёрской карьеры было отмечено рядом положительных отзывов в польской спортивной прессе, которая наградила его прозвищем «Тедди». В марте 1935 года начал профессиональную карьеру на Чемпионате Варшавы, победив, в частности, чемпиона Польши Антони Чортека и дойдя до финала, где уступил Паулю Розенблюму. 16 марта 1935 года выиграл международный турнир по боксу в Познани. Пик карьеры пришёлся на 1936—1937 годы — в 1936 году клуб «Легия» поднялся до ранга А в Варшаве, а в 1937 году Петшиковский стал чемпионом Варшавы по боксу в легчайшем весе. На Чемпионате Польши 1937 года в Познани дошёл до полуфинала. В 1938 году польский спортивный журнал Przegląd Sportowy объявил его «лучшим боксёром легчайшего веса в Варшаве», однако год стал несчастливым для Тадеуша: он был не допущен к выпускным экзаменам и исключён из гимназии, а его секция бокса была расформирована. В 1939 году был восстановлен в гимназии, сдал экзамены, получил аттестат о среднем образовании и готовился к поступлению на архитектурный факультет Варшавского технологического университета.

## Война и пребывание в лагерях

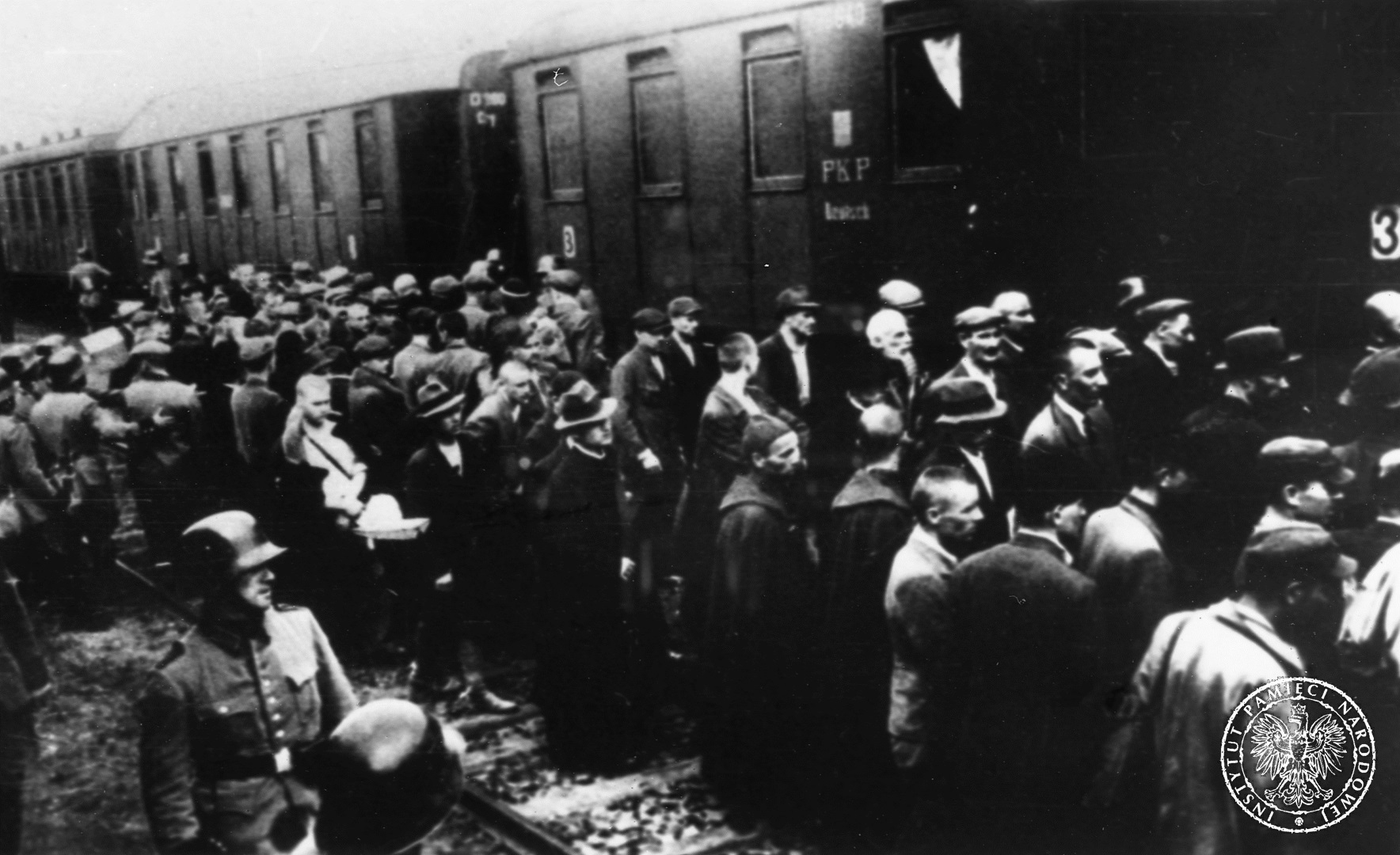
Первый транспорт в Аушвиц (Тарнув, 14 июня 1940 г.)

После начала Второй мировой войны в качестве добровольца участвовал в Обороне Варшавы в составе артиллерийского полка. После капитуляции Польши попытался весной 1940 года пробраться во Францию и вступить в формирующуюся там польскую армию Сикорского. Был арестован венгерской жандармерией вблизи венгерско-югославской границы, депортирован в Польшу и передан немцам. Во время допросов в гестапо подвергался пыткам. Содержался последовательно в тюрьмах в Мушине, Новы-Сонче и Тарнуве, откуда 14 июня 1940 года с первым транспортом узников его депортировали в концлагерь Аушвиц. 
В лагере первоначально был направлен на сельскохозяйственные работы, позже — в столярную мастерскую. В конце 1940 года в качестве наказания за кражу картофеля из свинарника был переведён на работу по строительству дома отдыха СС в Мендзыбродзе-Бяльске. Из-за тяжелых условий работы, преследований и голодного пайка инсценировал несчастный случай, повредив ногу, в результате чего попал в лагерную больницу. После лечения раны был назначен в команду уборщиков территории лагеря.
Первый боксёрский поединок в Аушвице Петшиковский провёл в марте 1941 года, победив немца — капо Вальтера Даннинга (лагерный номер 14), довоенного вице-чемпиона Германии в среднем весе. На тот момент Петшиковский весил около 40 килограммов, Даннинг — около 70. После победы над Даннингом в качестве поощрения он получил буханку хлеба и пачку маргарина и был переведён на более лёгкую работу в коровник, где смог получать дополнительное питание.
В целом, за время нахождения в лагере Аушвиц Тедди провёл по разным оценкам от 40 до 60 боёв (включая поединки с Вильгельмом Майером — вице-чемпионом Европы 1927 года в среднем весе, и Гарри Штайном — двукратным чемпионом Германии 1922 и 1923 годов), проиграв только один раз (в начале 1943 года) голландскому чемпиону в среднем весе Леену Сандерсу. Отметив технику уклонения, применяемую Тадеушем в поединках, немцы дали ему прозвище «Белый туман» (нем. Weiß Nebel, пол. Biała Mgła).
Один из узников Аушвица, Тадеуш Соболевич, свидетельствовал после войны о боях Петшиковского:

Когда […] я услышал крики польских заключённых, призывающих Тедди драться, я понял, что здесь дело обстоит гораздо серьёзнее. Поляк на ринге, поляк бьёт немецкого преступника, который ещё вчера бил и мордовал наших товарищей. Та атмосфера вокруг ринга в истощённых и обездоленных польских узников как бы вливала веру, была стимулом, придающим мужество, ведь «Польша ещё не погибла»… Каждый спортивный поединок имел в себе национальный аспект, вызывал у зрителей патриотические чувства.Оригинальный текст (пол.)Kiedy […] słyszałem okrzyki Polaków-więźniów zagrzewających Teddy’ego do walki, zrozumiałem, że tu chodzi o coś więcej. Polak jest w ringu, Polak bije niemieckiego kryminalistę, który wczoraj jeszcze bił i mordował naszych kolegów. Ta atmosfera wokół ringu, ten klimat wśród wychudzonych i zabiedzonych polskich więźniów, to była jakby transfuzja wiary, bodziec dodający otuchy, że przecież „Jeszcze Polska nie zginęła…”. Każda walka sportowa miała w sobie aspekt narodowy, budzący u widzów uczucia patriotyczne.— 
Титул чемпиона Аушвица по боксу в открытой весовой категории Петшиковский завоевал в канун Рождества 1942 года. Дата известна из его письма к матери, копия которого хранится в архиве Государственного музея Аушвиц-Биркенау.

Сегодня я стал чемпионом концлагеря Аушвиц во всех весовых категориях […]. Да, матушка, я получил за это 10 буханок хлеба и 10 пачек маргарина — раздал их бедным на Рождество, пусть и у них оно будет. Видишь, бокс мне пригодился, правда. Помнишь, они все говорили: «Сильвина, что с ним будет? Он не справится в жизни […]». Я справлюсь даже в аду с Божьей помощью.Оригинальный текст (пол.)Jestem dziś mistrzem wszechwag KL Auschwitz […]. Tak, Mateńko, dostałem za to 10 bochenków chleba i 10 kostek margaryny – rozdałem na gwiazdkę biednym, niech i oni mają. Widzisz, przydał mi się boks – prawda – widzisz i pamiętasz, co ci wszyscy mówili – Sylwina, co będzie z niego? On sobie w życiu nie da rady (…). Dam sobie radę i w piekle przy Bozi pomocy.— 
В марте 1941 года Тадеуш присоединился к Союзу военных организаций (Związek Organizacji Wojskowej) — Движению Сопротивления Аушвица. Несколько месяцев спустя принял участие в покушении на коменданта лагеря Рудольфа Хёсса (помог испортить седло его лошади). Попытка убийства провалилась, но привела к тому, что Хёсс сломал ногу. Инцидент был классифицирован немцами как несчастный случай, и заключённые не были наказаны. Позже Петшиковский убил собаку Хёсса, которая была обучена нападать на еврейских заключённых и убила, по крайней мере, одного из них. Собака была съедена заключёнными. Петшиковский также участвовал в других мероприятиях Сопротивления, таких как передача информации и саботаж трудовой деятельности.
Летом 1942 года Тадеуш был подвергнут медицинскому эксперименту: лагерный врач Фридрих Энтресс под видом витаминов ввёл ему вирус тифа, однако Петшиковский, проболев около месяца, смог выжить. Впоследствии он вспоминал, что во время его болезни эсэсовцы проводили отбор нетрудоспособных для отправки в газовые камеры, но Витольд Пилецкий (известный в лагере как Томаш Серафиньский) спас его, временно укрыв в другом блоке. После выздоровления Петшиковский был назначен на работу санитаром в лагерном госпитале.
14 марта 1943 года переведён в концентрационный лагерь Нойенгамме (лагерный номер 17955). В день отъезда из Аушвица Даннинг вручил ему две пары боксёрских перчаток в знак уважения. В Нойенгамме Петшиковский провёл около 20 боксёрских поединков, в том числе с немецким боксёром Шалли Хоттенбахом, вице-чемпионом мира среди профессионалов США в полутяжёлом весе (победил нокаутом).
24 марта 1945 года в связи с наступлением Красной Армии отправлен в лагерь Берген-Бельзен. Во время транспортировки поезд, перевозивший заключённых, попал под налёт американских бомбардировщиков. Из четырёх тысяч эвакуируемых узников выжило чуть более трёхсот, Петшиковский был легко ранен. 15 апреля 1945 года освобождён британскими войсками из Берген-Бельзена.
После освобождения вступил в 1-ю танковую дивизию генерала Станислава Мачека, где занимался спортивной подготовкой военнослужащих. Продолжал выступать на ринге, проведя в общей сложности 17 боёв (из них победил в 15-и и 2 закончил вничью). В 1946 году стал чемпионом дивизии в своей весовой категории.

## После войны
Вернулся в Польшу в 1947 году. В марте 1947 года выступал свидетелем на процессе по делу первого коменданта концентрационного лагеря Аушвиц Рудольфа Хёсса.
В 1948 году обращался к премьер-министру Польской Народной Республики Юзефу Циранкевичу с просьбой об отмене смертного приговора, вынесенного Витольду Пилецкому.
В 1958 году окончил Академию физического воспитания в Варшаве, после чего переехал в Новы-Тарг, где с 1958 по 1962 год был тренером спортивного клуба «Горце» (Gorce). В 1962 году переехал в Бельско-Бялу, где в течение многих лет работал учителем физкультуры, инструктором и тренером.
17 апреля 1991 года скоропостижно скончался от сердечного приступа в Бельско-Бяле, спустя два дня после того, как принял участие в церемонии по случаю Месяца национальной памяти, проходившей на территории бывшего концлагеря Аушвиц. Похоронен на местном приходском кладбище.

## Личная жизнь
Был женат трижды. После 9 лет неудачного брака расстался с первой женой Софией. Переехав в Новы-Тарг, встретил свою вторую любовь (и впоследствии жену) Ивону. Через год после свадьбы у них родился сын, которого по семейной традиции назвали Тадеушем. Однако после рождения ребёнка семейные конфликты стали обостряться и вскоре привели к разводу. После переезда в Бельско-Бялу женился в третий раз, жену звали Мария. От этого брака родилась дочь Элеонора.

## В культуре

### Книги
- В книге Тадеуша Боровского «У нас в Аушвице…»: «Тут ещё жива память о номере 77, который когда-то избивал немцев в боксе за милую душу, беря на ринге реванш за то, что другим доставалось на работе»[35][36].
- История Петшиковского также включена в историческую книгу Анджея Федоровича «Гладиаторы лагерей смерти» (Gladiatorzy z obozów śmierci), 2020 год[37].

### Фильмы
- В документальном фильме «Свободный ринг» (пол. Ring Wolny, 2018) роль Тедди в игровой инсценировке исполнил его внук Якуб Шафран[17][38].
- Сюжет чехословацкого фильма «Я пережил свою смерть» (чеш. Přežil jsem svou smrť) Войтеха Ясны 1960 года во многом напоминает обстоятельства жизни Тадеуша Петшиковского[39].
- Петшиковский также стал прототипом героя художественного фильма 1963 года «Боксёр и смерть»[англ.] (словац. Boxer a smrť) чехословацкого режиссёра Питера Солана[словац.], снятого по сценарию Юзефа Хена[англ.][23], который в 1975 году издал книгу с тем же названием (пол. Bokser i śmierć)[2][40].
- В 2020 году Мацей Барчевский снял художественный фильм «Чемпион из Освенцима»[англ.] (пол. Mistrz) о судьбе Петшиковского. Главную роль исполнил Пётр Гловацкий[пол.][5][16][41][42].

### Другое
- В Бельско-Бяла до 2007 года существовала улица, названная в честь Тадеуша Петшиковского[19].
- В мае 2021 года в Музее Второй мировой войны в Гданьске открылась выставка картин Петшиковского под названием «Тадеуш Петшиковский — воин с душой художника» (Tadeusz Pietrzykowski – wojownik o duszy artysty)[43].
- В 2021 году польский рэпер Basti из Лодзи выпустил альбом под названием Personal Set of Values с песней Teddy, посвящённой Петшиковскому[44].